# Levitinia tamarae
Levitinia tamarae är en tvåvingeart som beskrevs av Koshkimbaev och Ismagulov 1992. Levitinia tamarae ingår i släktet Levitinia och familjen knott.
Artens utbredningsområde är Kazakstan. Inga underarter finns listade i Catalogue of Life.